# Sofia Federica di Meclemburgo-Schwerin
Sofia Federica di Meclemburgo-Schwerin (Schwerin, 24 agosto 1758 – Palazzo di Sorgenfri, 29 novembre 1794) fu una principessa e duchessa di Meclemburgo-Schwerin e, per matrimonio, principessa di Danimarca.

## Biografia
Suo padre era Luigi di Meclemburgo-Schwerin, secondo figlio di Cristiano Ludovico II, duca di Meclemburgo-Schwerin, e sua madre era Carlotta Sofia di Sassonia-Coburgo-Saalfeld, figlia di Francesco Giosea di Sassonia-Coburgo-Saalfeld.
Il 21 ottobre 1774, a Copenaghen, sposò il principe ereditario (e reggente del regno dal 1772 al 1784) Federico di Danimarca e Norvegia, figlio del re Federico V di Danimarca e della sua seconda moglie Giuliana Maria di Brunswick-Lüneburg.
Sofia Federica, descritta come allegra, affascinante ed intelligente, ebbe diverse difficoltà ad adattarsi al nuovo, e più rigido, ambiente, ma divenne piuttosto popolare. Si disse che ella fu alquanto delusa quando incontrò per la prima volta il marito ma col tempo si innamorarono l'una dell'altro, benché entrambi avessero degli amanti. Alcuni ritennero che l'armonia del loro matrimonio fosse dovuta alla reciproca comprensione: Federico aveva una mantenuta, Caja Hviid, mentre si sussurrava che il padre dei figli della coppia fosse in realtà l'aiutante di lui, Frederik von Blücher. Ciononostante il loro matrimonio venne descritto come felice e ci furono dei timori che l'influenza di Sofia Federica sul marito potesse portare a delle interferenza nella politica.

## Figli
Sofia Federica ed il principe Federico ebbero i seguenti figli:
- Giuliana Maria (Christiansborg, 2 maggio 1784 - Copenaghen, 28 ottobre 1784);
- Cristiano Federico (Christiansborg, 18 settembre 1786 - Amalienborg, 20 gennaio 1848), nel 1814 eletto re di Norvegia ed in seguito, dal 1839 al 1848, re di Danimarca come Cristiano VIII;
- Giuliana Sofia (Copenaghen, 18 febbraio 1788 - Copenaghen, 9 maggio 1850), il 22 agosto 1812 sposò a Frederiksborg il langravio Guglielmo d'Assia-Philippsthal-Barchfeld (1786-1834), ed ebbe discendenza;
- Luisa Carlotta (Christiansborg, 30 ottobre 1789 - Christiansborg, 28 marzo 1864), sposò il langravio Guglielmo d'Assia-Kassel;
- Federico Ferdinando (Copenaghen 22 gennaio 1792 - Copenaghen 29 giugno 1863), senza discendenza.

## Ascendenza
|                                               |                                               |                                            | Genitori                                   |  |  | Nonni |  |  | Bisnonni                         |  |  | Trisnonni                                 |  |
|                                               |                                               |                                            |                                            |  |  |       |  |  | Federico di Meclemburgo-Schwerin |  |  | Adolfo Federico I di Meclemburgo-Schwerin |  |
|                                               |                                               |                                            |                                            |  |  |       |  |  | Federico di Meclemburgo-Schwerin |  |  | Adolfo Federico I di Meclemburgo-Schwerin |  |
|                                               |                                               | Maria Caterina di Braunschweig-Dannenberg  |                                            |  |  |       |  |  | Federico di Meclemburgo-Schwerin |  |  |                                           |  |
| Cristiano Ludovico II di Meclemburgo-Schwerin |                                               |                                            |                                            |  |  |       |  |  | Federico di Meclemburgo-Schwerin |  |  |                                           |  |
|                                               |                                               | Cristina Guglielmina d'Assia-Homburg       | Guglielmo Cristoforo d'Assia-Homburg       |  |  |       |  |  |                                  |  |  |                                           |  |
|                                               |                                               | Cristina Guglielmina d'Assia-Homburg       | Guglielmo Cristoforo d'Assia-Homburg       |  |  |       |  |  |                                  |  |  |                                           |  |
|                                               |                                               | Cristina Guglielmina d'Assia-Homburg       | Sofia Eleonora d'Assia-Darmstadt           |  |  |       |  |  |                                  |  |  |                                           |  |
| Luigi di Meclemburgo-Schwerin                 |                                               | Cristina Guglielmina d'Assia-Homburg       |                                            |  |  |       |  |  |                                  |  |  |                                           |  |
|                                               |                                               | Adolfo Federico II di Meclemburgo-Strelitz | Adolfo Federico I di Meclemburgo-Schwerin  |  |  |       |  |  |                                  |  |  |                                           |  |
|                                               |                                               | Adolfo Federico II di Meclemburgo-Strelitz | Adolfo Federico I di Meclemburgo-Schwerin  |  |  |       |  |  |                                  |  |  |                                           |  |
|                                               |                                               | Adolfo Federico II di Meclemburgo-Strelitz | Maria Caterina di Braunschweig-Dannenberg  |  |  |       |  |  |                                  |  |  |                                           |  |
| Gustava Carolina di Meclemburgo-Strelitz      |                                               | Adolfo Federico II di Meclemburgo-Strelitz |                                            |  |  |       |  |  |                                  |  |  |                                           |  |
|                                               |                                               | Maria di Meclemburgo-Güstrow               | Gustavo Adolfo di Meclemburgo-Güstrow      |  |  |       |  |  |                                  |  |  |                                           |  |
|                                               |                                               | Maria di Meclemburgo-Güstrow               | Gustavo Adolfo di Meclemburgo-Güstrow      |  |  |       |  |  |                                  |  |  |                                           |  |
|                                               |                                               | Maria di Meclemburgo-Güstrow               | Maddalena Sibilla di Holstein-Gottorp      |  |  |       |  |  |                                  |  |  |                                           |  |
| Sofia Federica di Meclemburgo-Schwerin        |                                               | Maria di Meclemburgo-Güstrow               |                                            |  |  |       |  |  |                                  |  |  |                                           |  |
|                                               | Giovanni Ernesto di Sassonia-Coburgo-Saalfeld | Ernesto I di Sassonia-Coburgo-Saalfeld     |                                            |  |  |       |  |  |                                  |  |  |                                           |  |
|                                               | Giovanni Ernesto di Sassonia-Coburgo-Saalfeld | Ernesto I di Sassonia-Coburgo-Saalfeld     |                                            |  |  |       |  |  |                                  |  |  |                                           |  |
|                                               | Giovanni Ernesto di Sassonia-Coburgo-Saalfeld | Elisabetta Sofia di Sassonia-Altenburg     |                                            |  |  |       |  |  |                                  |  |  |                                           |  |
| Francesco Giosea di Sassonia-Coburgo-Saalfeld | Giovanni Ernesto di Sassonia-Coburgo-Saalfeld |                                            |                                            |  |  |       |  |  |                                  |  |  |                                           |  |
|                                               |                                               | Carlotta Giovanna di Waldeck-Wildungen     | Giosia II di Waldeck-Wildungen             |  |  |       |  |  |                                  |  |  |                                           |  |
|                                               |                                               | Carlotta Giovanna di Waldeck-Wildungen     | Giosia II di Waldeck-Wildungen             |  |  |       |  |  |                                  |  |  |                                           |  |
|                                               |                                               | Carlotta Giovanna di Waldeck-Wildungen     | Guglielmina Cristina di Nassau-Hilchenbach |  |  |       |  |  |                                  |  |  |                                           |  |
| Carlotta Sofia di Sassonia-Coburgo-Saalfeld   |                                               | Carlotta Giovanna di Waldeck-Wildungen     |                                            |  |  |       |  |  |                                  |  |  |                                           |  |
|                                               |                                               | Luigi Federico I di Schwarzburg-Rudolstadt | Alberto Antonio di Schwarzburg-Rudolstadt  |  |  |       |  |  |                                  |  |  |                                           |  |
|                                               |                                               | Luigi Federico I di Schwarzburg-Rudolstadt | Alberto Antonio di Schwarzburg-Rudolstadt  |  |  |       |  |  |                                  |  |  |                                           |  |
|                                               |                                               | Luigi Federico I di Schwarzburg-Rudolstadt | Emilia Giuliana di Barby-Muehlingen        |  |  |       |  |  |                                  |  |  |                                           |  |
| Anna Sofia di Schwarzburg-Rudolstadt          |                                               | Luigi Federico I di Schwarzburg-Rudolstadt |                                            |  |  |       |  |  |                                  |  |  |                                           |  |
|                                               |                                               | Anna Sofia di Sassonia-Gotha-Altenburg     | Federico I di Sassonia-Gotha-Altenburg     |  |  |       |  |  |                                  |  |  |                                           |  |
|                                               |                                               | Anna Sofia di Sassonia-Gotha-Altenburg     | Federico I di Sassonia-Gotha-Altenburg     |  |  |       |  |  |                                  |  |  |                                           |  |
|                                               |                                               | Anna Sofia di Sassonia-Gotha-Altenburg     | Maddalena Sibilla di Sassonia-Weissenfels  |  |  |       |  |  |                                  |  |  |                                           |  |
|                                               |                                               | Anna Sofia di Sassonia-Gotha-Altenburg     |                                            |  |  |       |  |  |                                  |  |  |                                           |  |